# ادوارد ال. آلن
ادوارد ال. آلن (انگلیسی: Edward L. Allen; ۱ ژانویهٔ ۱۸۳۰ – ۱ ژانویهٔ ۱۹۱۴) عکاس اهل ایالات متحده آمریکا در قرن نوزدهم بود. او یک استودیو در محل معبد در بوستون، ماساچوست (حدود ۱۸۶۸-۱۸۷۱) داشت. او برای چند سال با فرانک راول (به عنوان "آلن و روول") همکاری کرد. نمونه‌هایی از عکس‌های آلن در کتابخانه عمومی بوستون و آتنائوم بوستون وجود دارد.

## نگارخانه

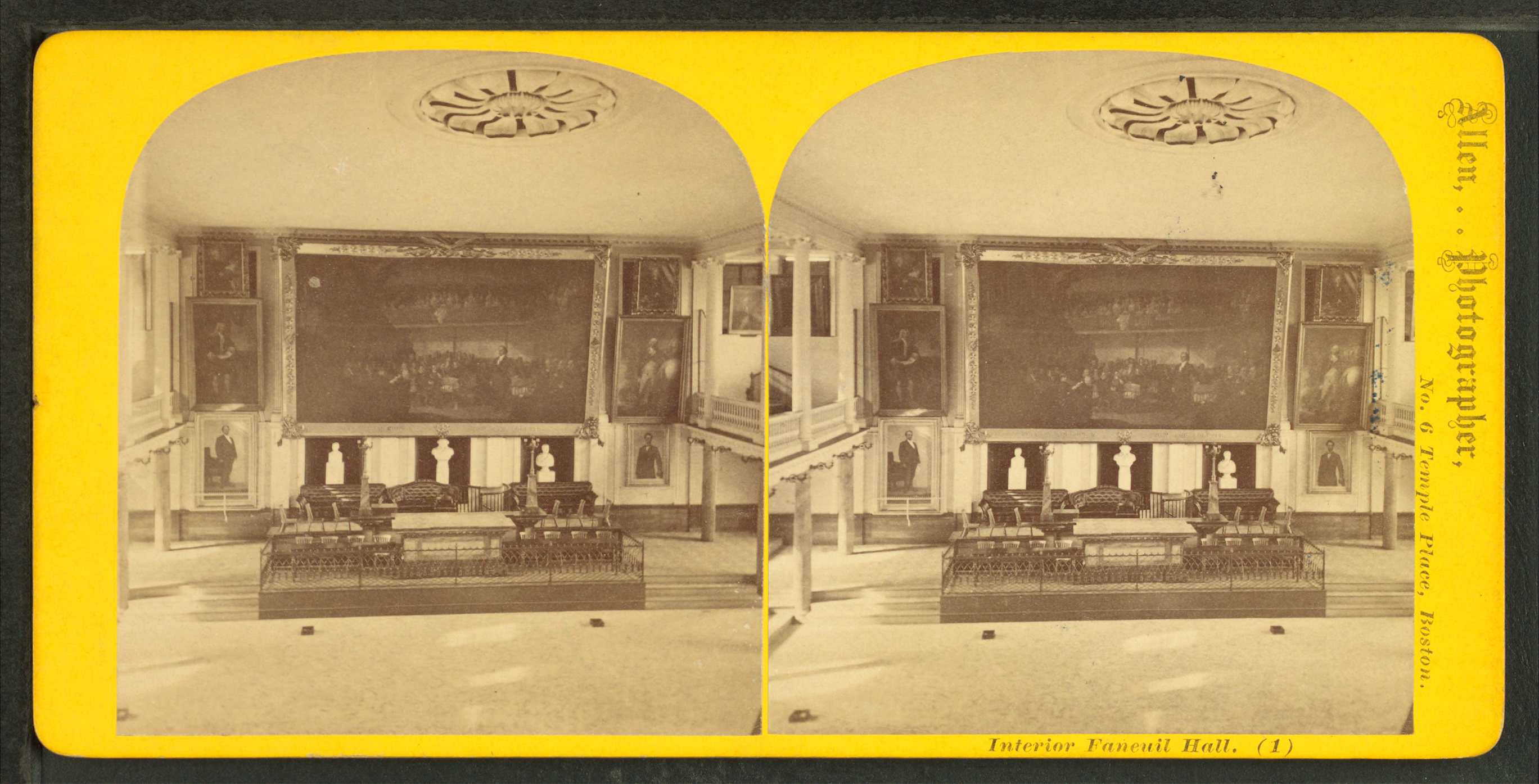
فنل هال، بوستون، قرن نوزدهم.
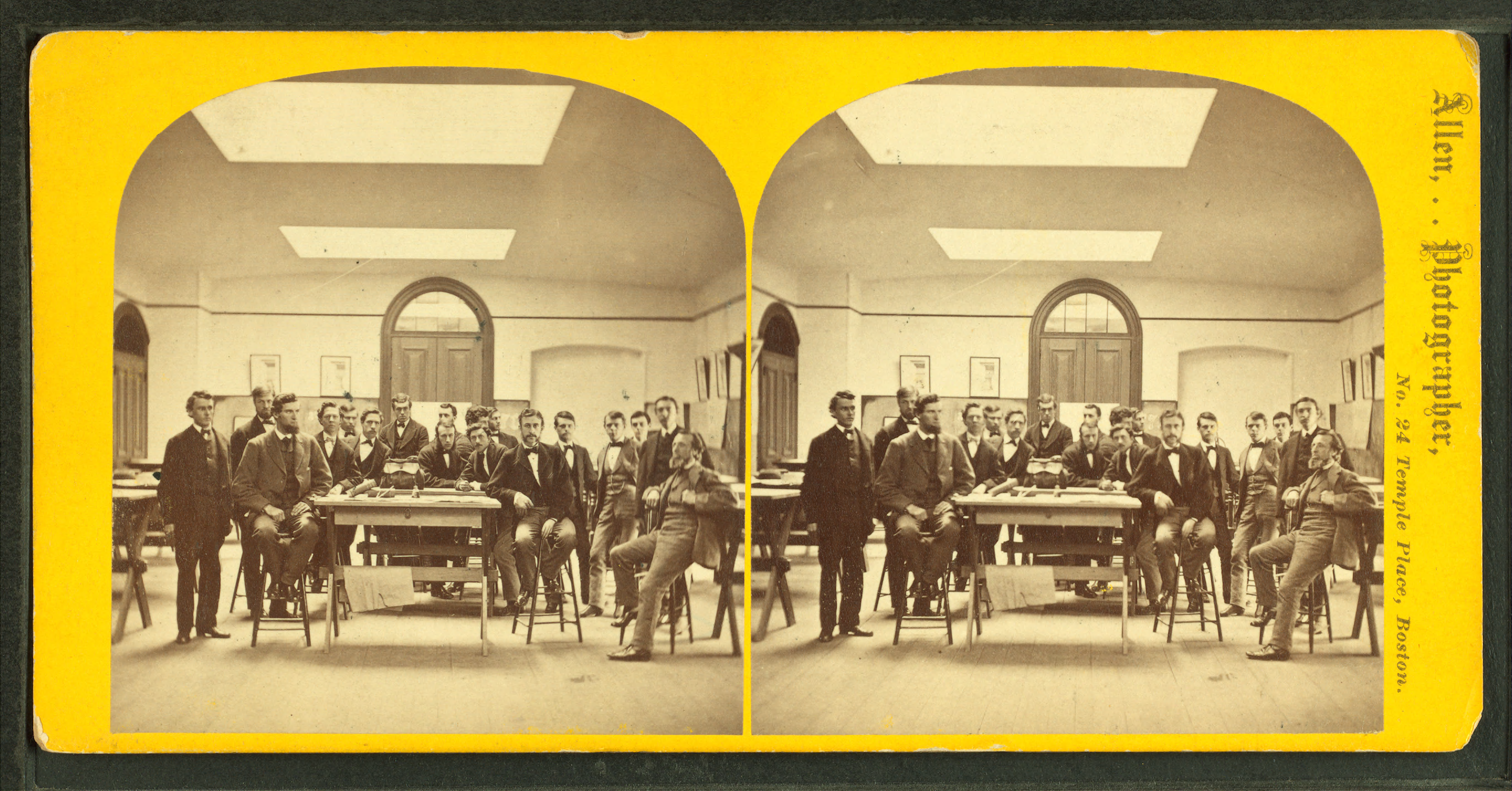
مؤسسه فناوری ماساچوست، بوستون، قرن نوزدهم
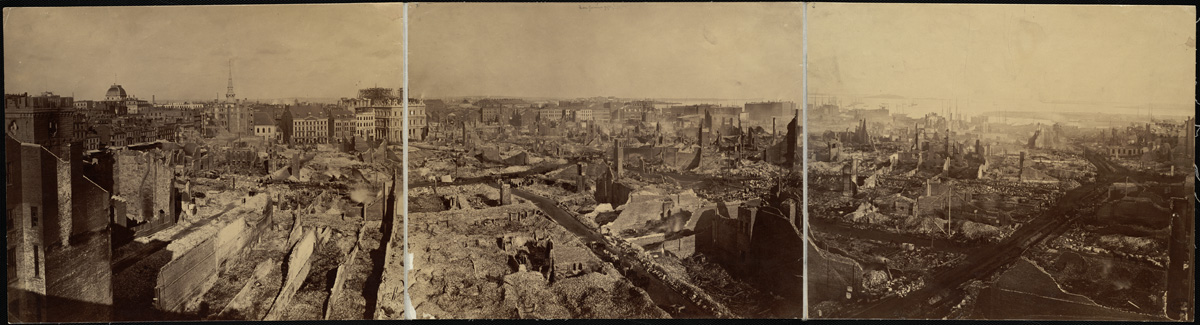
بعد از آتش‌سوزی، بوستون، ۱۸۷۲
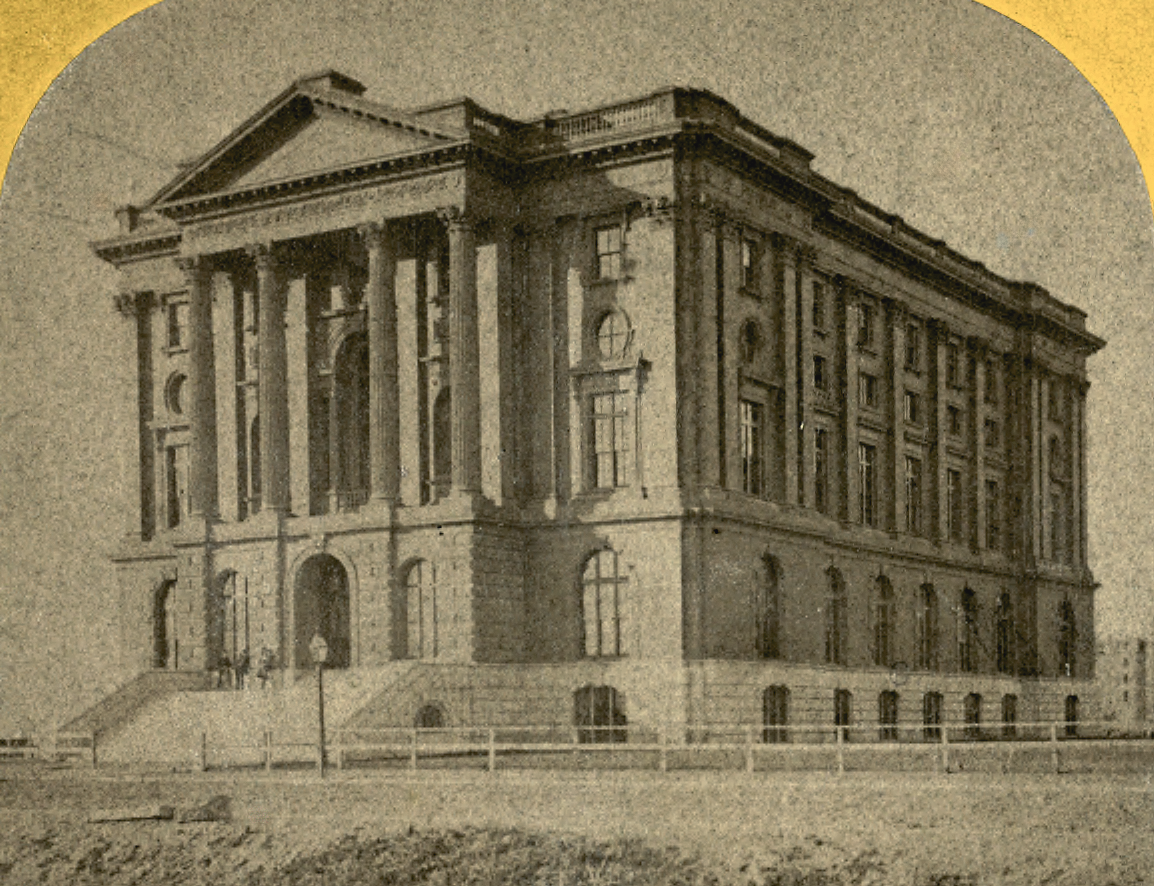
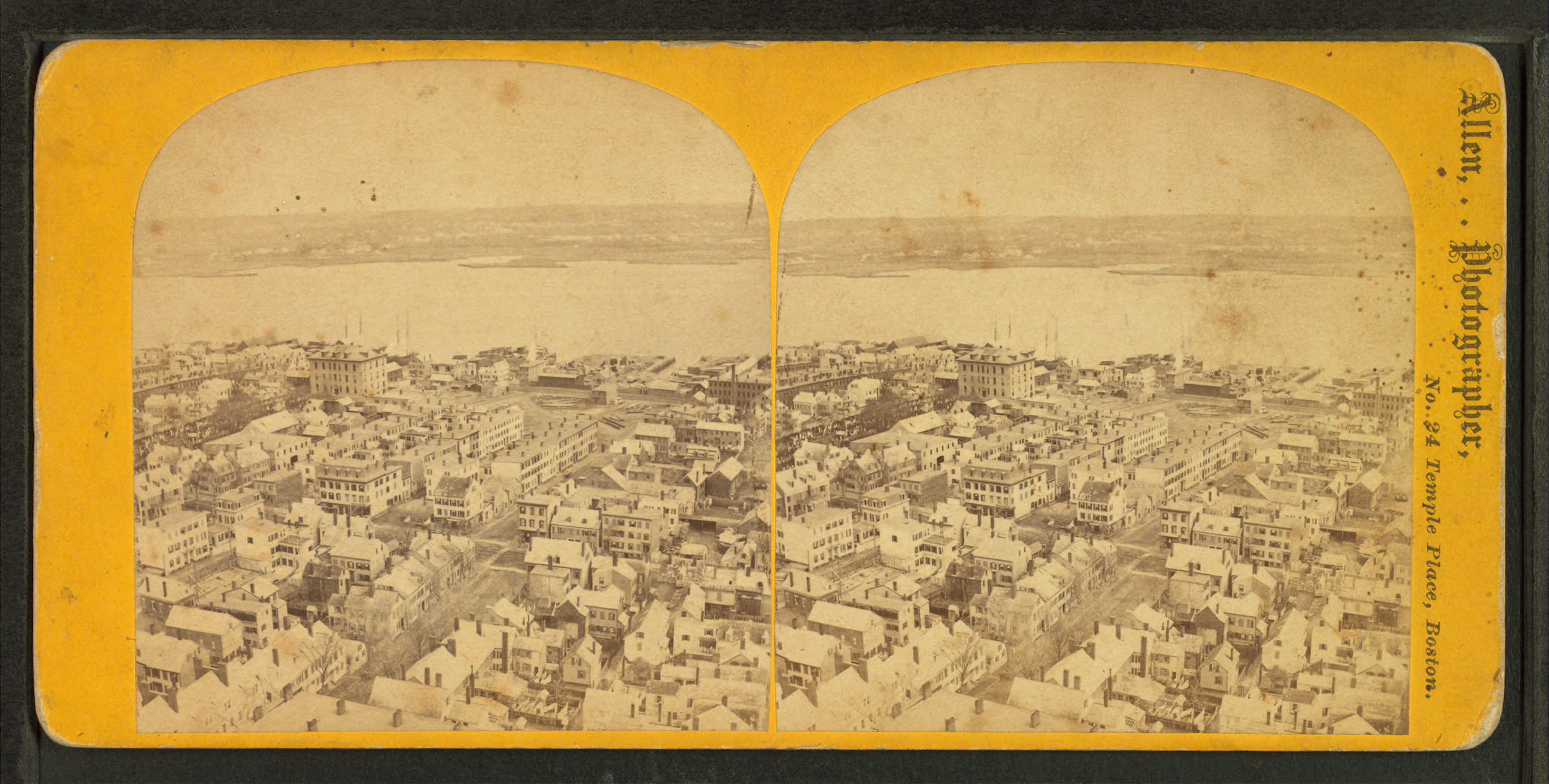